# Manfred Kandt
Manfred Kandt (* 16. Mai 1922 in Danzig; † 19. Juli 1992 in Rostock) war ein deutscher Maler, Bildhauer und Architekt.

## Leben
Kandt nahm nach dem Abitur als Soldat der Wehrmacht am Zweiten Weltkrieg teil. Wegen einer schweren Verwundung wurde er 1941 aus dem Dienst entlassen. An der Technischen Hochschule Danzig studierte er 1941/42 bei Fritz Pfuhle Architektur und Architekturmalerei. Anschließend ging er an die Hochschule der Künste nach Berlin-Charlottenburg, wo er bis 1945 bei Fritz Burmann, Peter Fischer und Kurt Wehlte Malerei studierte.
1945 ging er nach Eisenach, wo er zunächst freischaffend tätig war. Von 1945 bis 1952 war er Meisterschüler bei Max Kaus in Berlin-Wilmersdorf. Ab 1946 unterrichtete er Malerei und Grafik an der Volkshochschule Eisenach. Nach der Bekanntschaft mit Otto Manigk besuchte er diesen in Ückeritz auf Usedom, wo er sich in den Jahren 1952 und 1953 ein Haus baute. 1954 heiratete er die Malerin Susanne Kandt-Horn und zog mit ihr nach Ückeritz. Dort gehörten sie einer Künstlergruppe um Manigk, Herbert Wegehaupt und Otto Niemeyer-Holstein an.
Ab 1950 gehörte er dem Bezirksvorstand Rostock des Verbandes Bildender Künstler der DDR (VBK) an. Ab 1968 war er Mitglied der Zentralen Arbeitsgruppe BDA/VBK für Architektur und Bildende Kunst der DDR. In der zweiten Hälfte der 1970er Jahre leitete er die Projektgruppe für die künstlerische Gestaltung des großen Ferienkomplexes „Roter Oktober“ (heute Hotel Baltic) der Wismut AG in Zinnowitz.

## Ehrungen
- 1956: Johannes-R.-Becher-Medaille
- 1976: Verdienstmedaille der DDR
- 1983: Kultur- und Kunstpreis des Rates des Bezirkes Rostock

## Werk

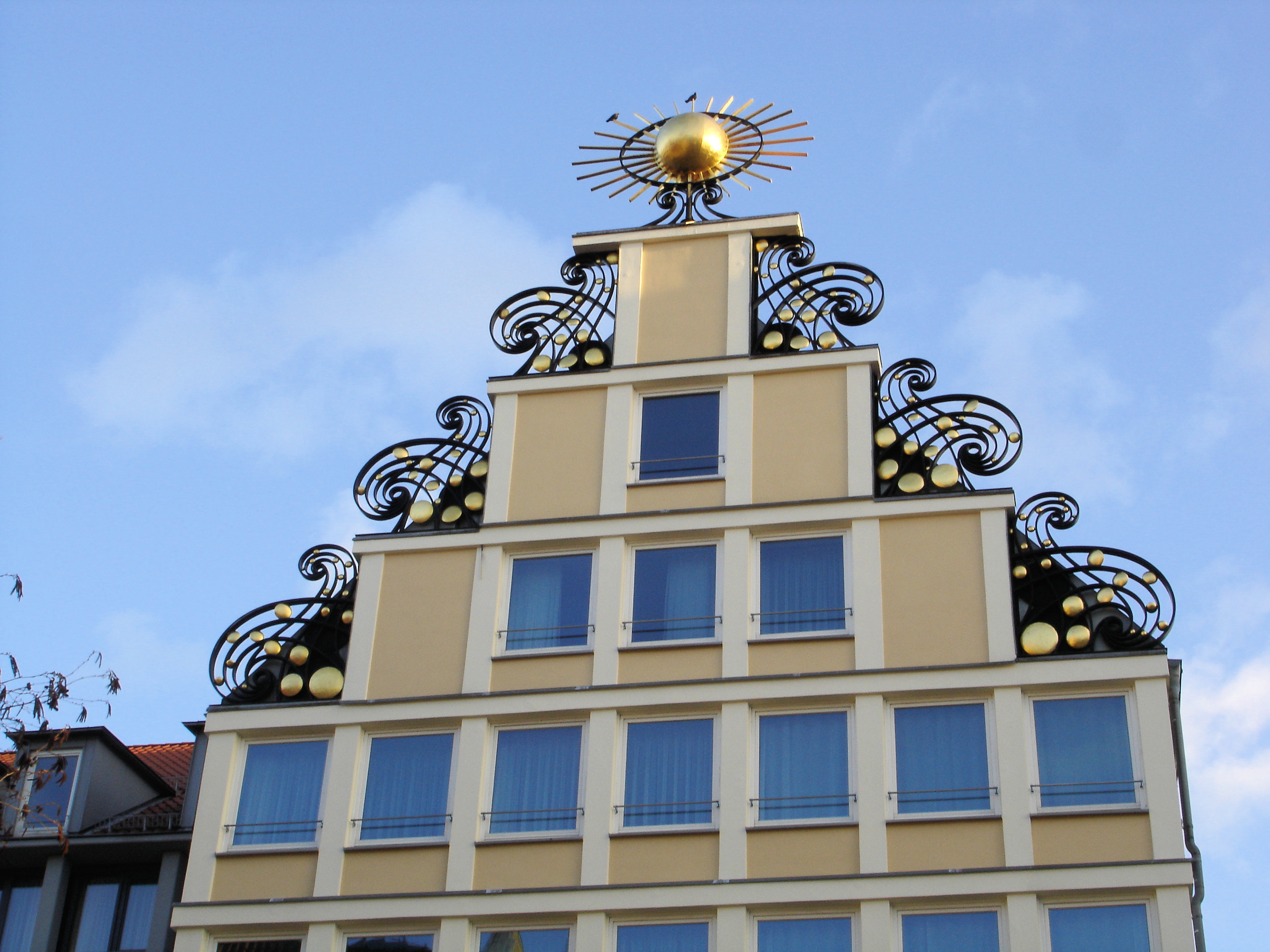
Metallschmuck am Haus „Sonne“, Rostock

Kandt befasste sich zu Beginn seiner künstlerischen Laufbahn vor allem mit Illustrationen, Landschaftsmalerei und Porträts. Später beschäftigte er sich vorrangig mit baugebundener Kunst und spezialisierte sich auf Wandbilder. Sein abstrahierender Stil orientierte sich unter anderem auch an Karl Hofer, zu dessen inoffiziellem Schülerkreis er gehörte. Zwischen 1967 und 1973 setzte er sich außerdem mit Stahlplastik auseinander.

## Werke (Auswahl)

### Wandmalerei
- Mecklenburgische Landschaft mit Binnenfischern und Landarbeitern im Kreislauf des Wassers (Kaseintempera, 1958; im damaligen VEB Wasserwirtschaft Peene, Neubrandenburg)[3] – 2025 bei Abrissarbeiten widerrechtlich zerstört[4]
- Berlin 1912 (1966/67; im 2006 abgerissenen Berliner „Hotel unter den Linden“, seitdem im Deutschen Historischen Museum)
- Die Ostsee – ein Meer des Friedens (im Sozialgebäude des damaligen VEB Nachrichtenelektronik Greifswald), nach 1990 spurlos verschwunden.[5]
- Wandbild im Eingangsbereich des ehemaligen Krankenhauses des Diakonissenmutterhauses Eisenach[6]

### Tafelbilder
- Sitzendes Mädchen (Öl, 1947)[7]
- Zwei Kinder (Öl, um 1948/49)[8]
- Kleines Schülerorchester (Öl, 1952/53)[9]
- Völkerfreundschaft. Europa - Bau der Erdölleitung (drei Tafeln, Mischtechnik, 1961/62)[10][11][12]

### Buchillustrationen
- Johann Christoph Sachse: Der deutsche Gil Blas oder Leben, Wanderungen und Schicksale Johann Christoph Sachses. Erich-Röth-Verlag, Eisenach, 1951
- Fjodor Gladkow: Der Schnee schmilzt. Kindheitserinnerungen. Erich Röth-Verlag, Eisenach, 1956

### Publizierter Essay
- Einheit von Architektur und Malerei. In: Bildende Kunst, Berlin, 1956, S. 536–537

## Ausstellungen (unvollständig)

### Einzelausstellungen
- 1963: Magdeburg, Kulturhistorisches Museum (mit Susanne Kandt-Horn)
- 1964: Eisenach, Thüringer Museum (mit Susanne Kandt-Horn)
- 1982: Rostock, Kunsthalle (Malerei, Zeichnungen, baugebundene Kunst)

### Teilnahme an zentralen und wichtigen regionalen Ausstellungen in der DDR
- 1946 bis 1988: Dresden, acht Deutsche Kunstausstellungen bzw. Kunstausstellungen der DDR
- 1949 bis 1974: Rostock, sieben Bezirkskunstausstellungen
- 1951/1952: Berlin, Museumsbau am Kupfergraben („Künstler schaffen für den Frieden“)
- 1985: Berlin, Neue Berliner Galerie im Alten Museum („Musik in der bildenden Kunst der DDR“)